# Old Spey Bridge (Fochabers)
Die Old Spey Bridge ist eine ehemalige Straßenbrücke in der schottischen Ortschaft Fochabers in der Council Area Moray. 1971 wurde das Bauwerk in die schottischen Denkmallisten zunächst in der Kategorie B aufgenommen. Die Hochstufung in die höchste Denkmalkategorie A erfolgte 1988.

## Geschichte
Vor dem Brückenbau diente die Fähre von Boat of Bog der Spey-Querung. Alexander Gordon, 4. Duke of Gordon veranlasste den Bau der Brücke im Jahre 1801. Mit der Planung wurde der schottische Ingenieur Thomas Telford betraut. Im Frühjahr 1802 wurde mit dem Bau durch George Burn begonnen, der die Baukosten auf 11.700 £ schätzte. Während der Bauzeit erklärte Burn Bankrott. Die Gesamtkosten der 1804 fertiggestellten Old Spey Bridge beliefen sich auf 13.517 £, von denen der Duke 6000 £ der Staatskasse in Rechnung stellte.
Einem Hochwasser im August 1829 entlang verschiedener Flüsse in der Region fielen mehrere Brücken zum Opfer. Auch die beiden westlichen Bögen der Old Spey Bridge wurde dabei zerstört. Beide Bögen wurden zu Beginn der 1830er Jahre zunächst nach einem Plan Archibald Simpsons durch einen einzelnen Holzbogen ersetzt. 1852 wurde dieser aus Gusseisen konstruiert. Bis zum Neubau der nebenliegenden Brücke, führte die Old Spey Bridge die A96 über den Spey.

## Beschreibung
Der Viadukt überspannt den Spey am Westrand von Fochabers mit drei Segmentbögen. Die beiden ausgemauerten Mauerwerksbögen an der Ostseite weisen lichte Weiten von 22 Metern beziehungsweise 29 Metern auf. Die Pfeiler sind mit Eisbrechern ausgestattet. In die Zwickel sind blinde Okuli eingelassen. Das Brückendeck wurde zwischenzeitlich erweitert und mit einem modernen Geländer versehen. Der westliche Segmentbogen ist aus Gusseisen gefertigt. Die Old Spey Bridge ist heute für den Straßenverkehr gesperrt.